# Sorel-Moussel
Sorel-Moussel – miejscowość i gmina we Francji, w Regionie Centralnym, w departamencie Eure-et-Loir.
Według danych na rok 1990 gminę zamieszkiwało 1317 osób, a gęstość zaludnienia wynosiła 103 osoby/km² (wśród 1842 gmin Regionu Centralnego Sorel-Moussel plasuje się na 302. miejscu pod względem liczby ludności, natomiast pod względem powierzchni na miejscu 999.).